# Aphria gracilis
Aphria gracilis là một loài ruồi trong họ Tachinidae.